# Яструб австралійський
Яструб австралійський (Accipiter cirrocephalus) — вид птахів родини яструбових (Accipitridae). Етимологія видової назви: грец. κιρρός — «коричнево-жовтий», грец. κεφαλή — «голова».

## Поширення
Птах зустрічається в Австралії, Тасманії та Новій Гвінеї. Живе повсюдно, крім жарких пустель. Його можна побачити і біля людських поселень і, навіть у великих містах.

## Опис
Це невеликий яструб, завдовжки 25-38 см, розмах крил — 55-78 см, вага — 0,126 кг.

## Живлення
Птах живиться дрібними птахами, особливо часто попадаються голуб Ocyphaps lophotes та наметник Chlamydera maculata. Також вони полюють на комах, ящірок та дрібних ссавців.

## Розмноження
Сезон розмноження триває з липня по грудень. Пари гніздяться усамітнено. Гніздо являє собою платформу з гілочок 27-32 см діаметром, 12-15 см завглибшки, будується на висоті 4-39 м над землею в розвилці дерева. Відкладає, як правило, три-чотири яйця. Інкубаційний займає 35 днів, і період триває близько 28-33 днів. Період годування триває до 6 тижнів, після чого молодь стає самостійною. Статева зрілість досягається через рік.